# Université d'État de Fitchburg
Pour les articles homonymes, voir FSU.
L'université d'État de Fitchburg (en anglais : Fitchburg State University ou FSU) est une université américaine située à Fitchburg dans le Massachusetts.

## Source
- (en) Cet article est partiellement ou en totalité issu de l’article de Wikipédia en anglais intitulé « Fitchburg State University » (voir la liste des auteurs).